# Aloe hendrickxii
Aloe hendrickxii är en grästrädsväxtart som beskrevs av Gilbert Westacott Reynolds. Aloe hendrickxii ingår i släktet Aloe och familjen grästrädsväxter. Inga underarter finns listade i Catalogue of Life.